# The XIII Skull
The XIII Skull (Il tredicesimo teschio in inglese) è il sesto album in studio del gruppo musicale power metal italiano White Skull. Si tratta del secondo album registrato con il cantante Gustavo "Gus" Gabarrò.

## Tracce
1. Space Invaders (Strumentale) - 2:06
2. The Union - 4:55
3. Top Secret - 4:44
4. Last Navigator - 5:01
5. The Skulls - 3:46
6. Missing Link - 4:46
7. Creature of the Abyss - 5:46
8. Power of Blood - 7:29
9. Perfect Design - 4:49
10. The Observers - 4:50
11. Mothman Prophecy - 4:48
12. I Wanna Fly Away - 6:24

## Formazione
- Tony Fontò – chitarra ritmica
- Alex Mantiero - batteria
- Gustavo Gabarrò - voce
- Fabio Pozzato - basso
- Danilo Bar – chitarra solista